# Croscore
Chrome OS core fonts, также известные как шрифты Croscore — набор из трёх шрифтов TrueType: Arimo (без засечек), Tinos (с засечками) и Cousine (моноширинный). Эти шрифты являются метрически совместимыми с шрифтами Arial, Times New Roman, и Courier New корпорации Монотайп — наиболее часто используемыми шрифтами на ОС Microsoft Windows.
Google лицензирует эти шрифты у Ascender Corporation на условиях лицензии Apache 2.0.
Шрифты изначально были разработаны Стивом Маттесоном под названиями Ascender Sans и Ascender Serif и являлись также основой для шрифтов Liberation, лицензированных компанией Red Hat под другой открытой лицензией.

## Шрифты Crosextra
В 2013 году компания Google выпустила дополнительный пакет Crosextra (Chrome OS Extra) с шрифтами Carlito (что соответствует Microsoft Calibri) и Caladea (соответствует Cambria). Эти два шрифта соответственно являются метрически скорректированными версиями шрифтов Lato и Cambo, оба доступны на Google Fonts.

Шрифт Caladea
Шрифт Carlito
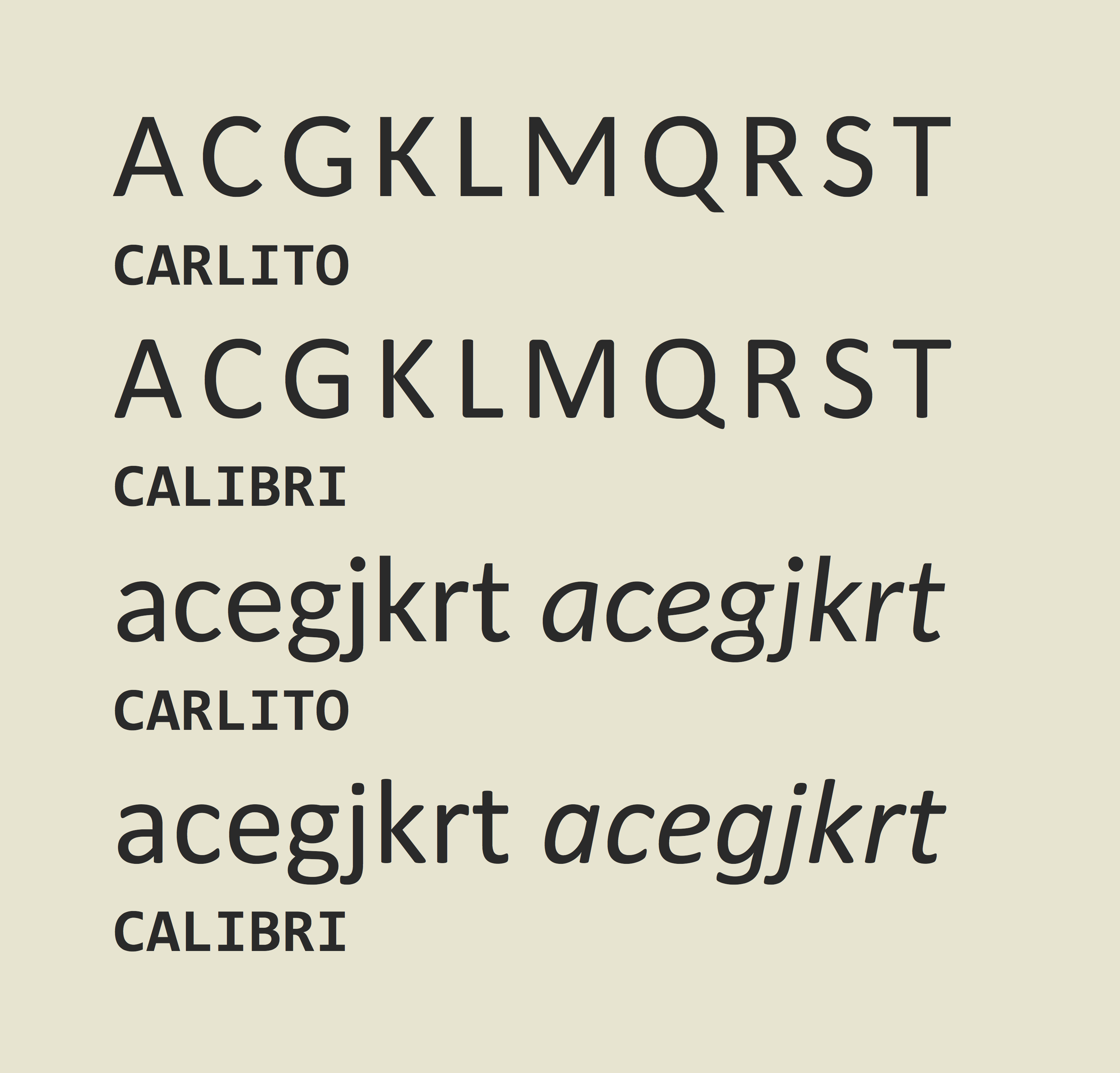
Сравнение Calibri и Carlito